# Vladimir Vvedenski
Vladimir Fiodorovitch Vvedenski (Влади́мир Фёдорович Введе́нский), né en 1869 à Chouïa (gouvernement de Vladimir) et mort le 3 avril 1931 à l'île d'Anzer (une des îles Solovki), est un prêtre orthodoxe russe  martyr et canonisé en 2002. 

## Biographie
Il naît dans la famille d'un acolyte à l'église. Il termine ses études au petit séminaire de Vladimir en 1883 et au grand séminaire de Vladimir en 1889. Il se marie et est ordonné le 10 mars 1891. Son premier poste est l'église de la Nativité-du-Christ du village de Lejnevo dans l'ouïezd de Kovro et l'actuel oblast d'Ivanovo. Il en est le recteur dans les années 1920 alors que le pays est en pleine guerre civile. Il est arrêté en 1922 pendant une courte période dans le contexte de la campagne pour la spoliation des biens de l'Église orchestrée par le régime communiste. 

### Arrestation, camp et mort

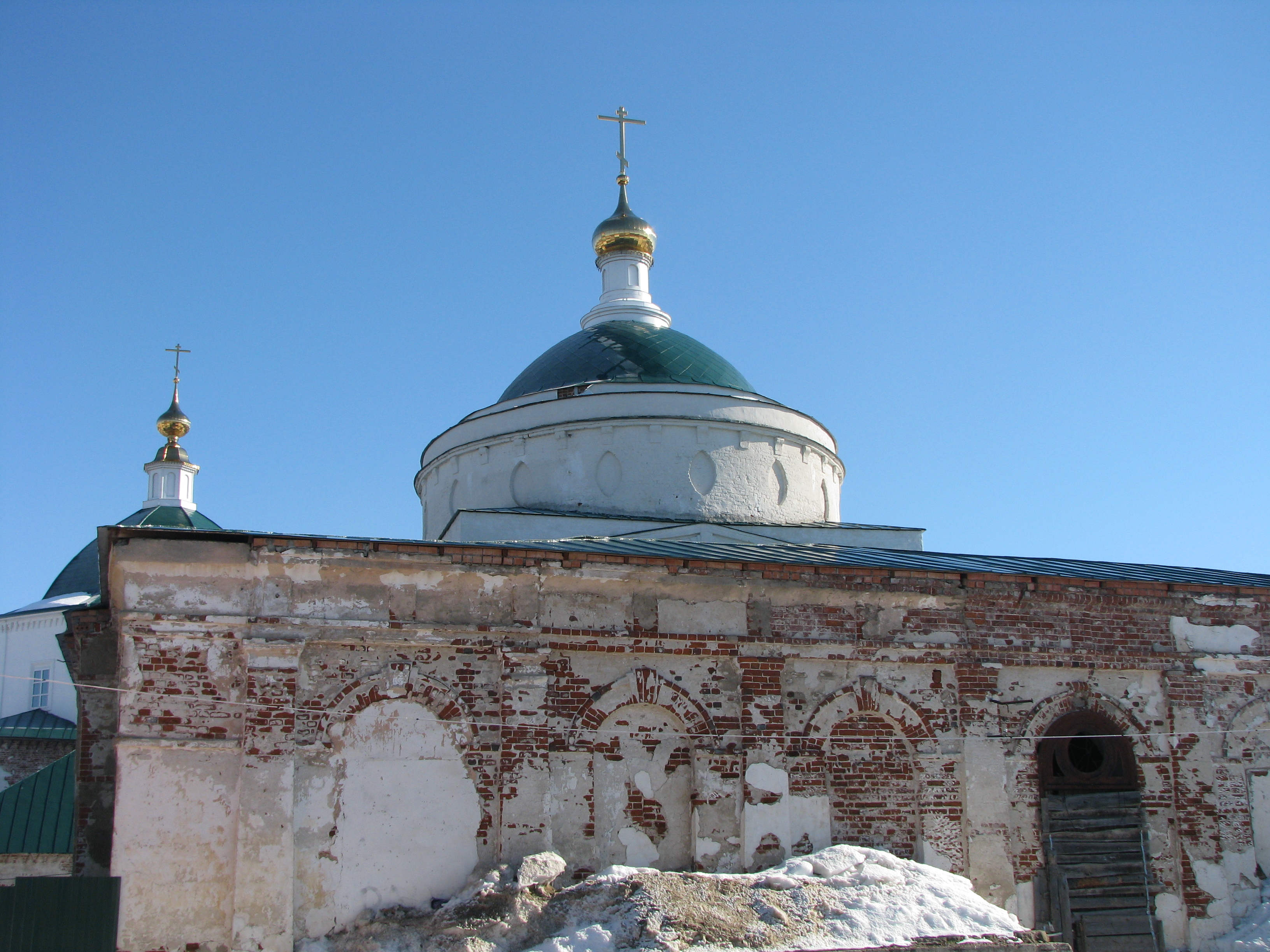
Église de la Nativité de Lejnevo en 2019.

Au début de l'année 1930, les autorités décident de fermer l'église de la Nativité de Lejnevo. Le Père Vladimir Vvedenski est arrêté le 4 février 1930, accusé d'« agitation contre les kolkhozes, les impôts et autres mesures du pouvoir soviétique », ainsi que d'« activités antisoviétiques », ce qui correspond selon les autorités à la propagation d'« opinions religieuses par le biais de l'église, de prières et de sermons ». Le prêtre ne reconnaît pas ses torts. Aux questions relatives au mouvement du Renouveau (mis en place par le régime pour concurrencer la hiérarchie légitime), il répond qui ni lui ni le conseil paroissial ne sont d'accord avec ce mouvement. Le 6 février, le prêtre Vladimir Vvedenski est incarcéré à la prison de Chouïa, tandis que d'autres prêtres de Lejnevo, de membres du conseil paroissial et des religieuses, ainsi que des membres du chœur et servants d'autel sont arrêtés à leur tour. L'instruction est terminée le 11 février 1930. Il est précisé que le « groupe antisoviétique » de Lejnevo a mené « une agitation antisoviétique et une propagande visant à perturber les activités en cours et à inciter les paysans et les travailleurs du district de Lejnevo contre le régime soviétique ... Se réunissant à l'église après la prière sous couvert de résoudre les affaires de l'église, ils traitaient de thèmes à caractère antisoviétique. » 
Le 15 février, la troïka de la Guépéou condamne Vladimir Vvedenski à trois ans de camp de travaux forcés. Sa famille (son épouse, ses trois filles et son fils) est privée de ses droits civils et elle est envoyée dans une exploitation forestière collective de travaux durs. Une demande ultérieue de réintégration est rejetée.
Le 30 mars 1930, Vladimir Vvedenski arrive au camp, pour y travailler comme préposé au séchoir de la laverie et comme collecteur de déchets.
Le 5 mars 1931, l'administration du camp de Solovki à régime spécial caractérise le prêtre comme ayant une « attitude antisoviétique ». Il est alors envoyé dans ce qui est qualifié par les détenus de commando du « Golgotha » à l'île d'Anzer. Il est diagnostiqué comme atteint de myocardite et d'artériosclérose, d'épuisement et de faiblesse due à l'âge. Il est envoyé à l'infirmerie du camp le 26 mars, située dans l'ancienne skite de la Croix-de-Golgotha où il meurt peu après. Il est enterré au cimetière de l'église de la Résurrection d'Anzer.

## Canonisation
Vladimir Vvedenski est inscrit à la liste des nouveaux martyrs et confesseurs russes du XXe siècle par le Saint-Synode le 12 mars 2002. 
Une plaque est apposée sur la maison où enseignait le prêtre à Lejnevo, en janvier 2018. Sa dépouille est vénérée à l'église de la Présentation d'Ivanovo.